# Frederick Wentworth
Vous lisez un « article de qualité » labellisé en 2012.
Le capitaine Frederick Wentworth est un personnage de fiction britannique créé par la femme de lettres britannique Jane Austen. Personnage masculin principal du roman Persuasion publié à titre posthume en 1818, il est le seul protagoniste austenien qui n'est ni clergyman (comme Henry Tilney, Edward Ferrars ou Edmund Bertram), ni membre de la gentry, puisqu'il n'est pas propriétaire d'un domaine (comme Mr Darcy, Mr Knightley ou le colonel Brandon). Il a gagné sa position sociale par ses qualités personnelles et sa fortune par ses actions militaires pendant les guerres napoléoniennes. Cette fortune lui permet maintenant de faire bonne figure dans la société et lui attire la considération, à une époque où l'aristocratie terrienne commence à perdre de son prestige.
Officier brillant et chanceux, il a rapidement gravi les échelons dans la Royal Navy pendant la guerre maritime. Démobilisé au printemps 1814, il rentre au pays, maintenant que la guerre est finie, auréolé de gloire et de prestige, enrichi par ses prises de guerre, et décidé à se marier et fonder une famille. Le hasard le ramène dans le Somerset, où sa sœur et son beau-frère, l'amiral Croft, ont loué Kellynch Hall, la propriété ancestrale de la famille Elliot. Il est accueilli à bras ouverts par leurs voisins, les Musgrove, dont les deux filles, Henrietta et Louisa, n'ont d'yeux que pour lui. Mais Anne Elliot, qu'il a passionnément aimée et demandée en mariage huit ans plus tôt, est là, elle aussi. À l'époque, jeune lieutenant confiant dans l'avenir mais sans fortune ni relations, il n'était « personne » pour sa noble famille et elle a rompu leurs fiançailles, sur les conseils de Lady Russell, sa marraine et amie, ce qu'il ne lui a pas pardonné. Il est prêt à se laisser séduire par la jeune et jolie Louisa Musgrove dont la vivacité et le caractère décidé lui plaisent, avant de comprendre qu'il a injustement mésestimé Anne, qu'elle seule compte pour lui et que, par sa faute, elle risque de lui échapper une seconde fois.
Ce personnage est, comme William Price dans Mansfield Park, inspiré par les deux frères marins de Jane Austen, Franck et Charles. Persuasion fait d'ailleurs une véritable apologie de la Royal Navy, « qui a tant fait pour nous », comme le dit Anne Elliot, et l'admission dans la bonne société d'un de ces hommes remplis de qualités, et qui ont bien mérité de la nation, constitue un élément essentiel dans le développement de l'intrigue.

## Genèse
Comme souvent, Jane Austen donne à son personnage un patronyme connu. Elle l'a déjà utilisé dans ses Juvenilia, et c'est celui du troisième comte de Strafford, Frederick Thomas Wentworth, mort en 1791.
Pour créer son personnage, elle s'inspire de la carrière de ses deux frères officiers dans la Royal Navy, en particulier son frère aîné, Franck. Entré à 12 ans, en 1786, à l'école des cadets de Portsmouth (Royal Naval Academy) Francis Austen fut un élève brillant et gravit ensuite rapidement les échelons : midshipman en décembre 1789, lieutenant en décembre 1792, commander en décembre 1798 sous le patronage de l'amiral Gambier, post-captain en 1800. Démobilisé en avril 1814, il ne reprit la mer qu'en 1844, en tant qu'amiral. Fougueux et impertinent dans sa jeunesse, il avait de l'audace, beaucoup de sang froid, un sens du devoir très développé mais, en vieillissant, une moralité rigide. Pour le caractère, elle s'est aussi inspirée du dernier-né de la famille, Charles « our own particular little brother », « notre petit frère spécial » comme elle l'appelle dans une lettre du 21 janvier 1799 en parodiant Fanny Burney, dont elle souligne le caractère aimable, affectueux et la constante bonne humeur. Entré lui aussi à l'école des cadets à 12 ans, en 1791, il s'embarque en 1794 comme midshipman, passe lieutenant en 1797, commander en 1804, est promu post-captain en mai 1810. Il était aimé et respecté de ses hommes et de ses pairs, parce que, courageux et bon marin, il fut aussi un chef juste, humain et compatissant. Il était stationné en Méditerranée au moment des Cent-Jours.

## Présentation

### Éléments biographiques
Ils sont très succincts : Frédérick Wentworth est le plus jeune d'une fratrie de trois. Sa famille n'a pas d'attaches terriennes et peu de relations susceptibles de le pousser dans sa carrière.
Son père était probablement pasteur.
Son frère, Edward, a quelques années de plus que lui. Lorsqu'il l'hébergeait en 1806, il était pasteur à Monkford, près de Kellynch. Depuis, il s'est marié et vit dans le Shropshire.
Sa sœur aînée, Sophy, âgée de 38 ans en 1814, a épousé, quinze ans plus tôt, le capitaine Croft, basé à l'époque à North Yarmouth, et l'a très souvent suivi dans ses diverses affectations. Comme il était déjà en poste dans les Indes Orientales en 1806, quand Frederick a rencontré Anne, ils n'ont jamais été mis dans la confidence. Il a le grade de contre-amiral de l'Escadre Blanche (Rear Admiral of the White) lorsqu'il loue Kellynch Hall en 1814. Les Croft n'ont pas d'enfants.

### Portrait

#### Des qualités de gentleman

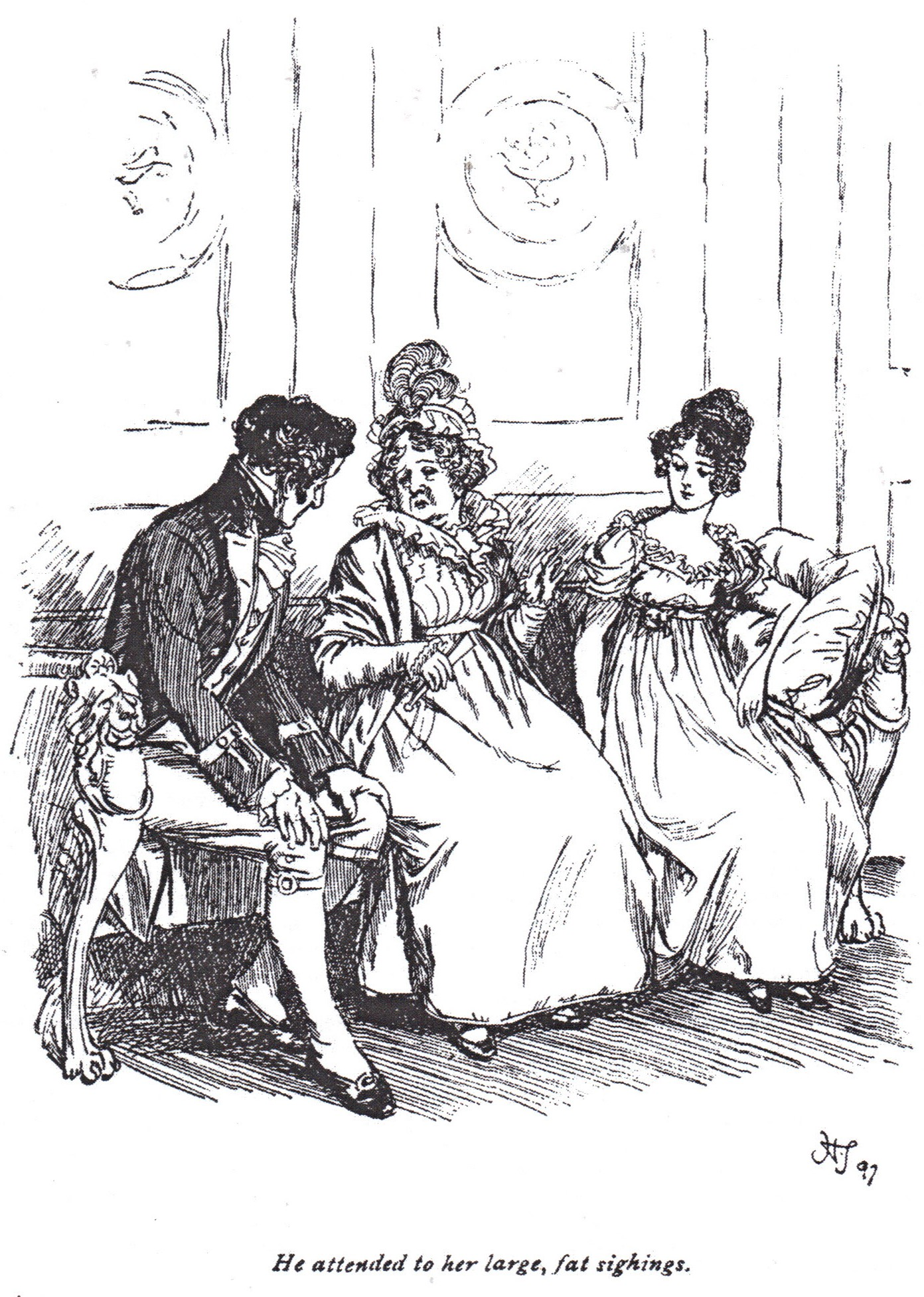
Frederick, en écoutant gentiment Mrs Musgrove, montre son respect pour tout ce qui est vrai et raisonnable dans les sentiments maternels (Hugh Thomson, 1897).

Seul véritable héros, au sens habituel du terme, que présente Jane Austen, Frederick Wentworth est un personnage « totalement masculin, dans tout ce qu'il dit et ce qu'il fait » et paré de toutes les vertus, tant au physique qu'au moral. La narratrice ne le décrit pas physiquement, elle se contente de quelques traits rapides : il est bel homme, il est brillant, il a de la prestance et du charisme, ce qui le rend irrésistible, et pas seulement pour les demoiselles Musgrove. Comme Anne le remarque avec un brin de nostalgie : « les années qui avaient détruit l'éclat de sa jeunesse n'avaient fait que lui donner un air plus rayonnant, plus viril et plus ouvert, sans diminuer en rien sa prestance naturelle ».
À Bath, Anne entend son père, cet impitoyable critique de l'apparence des autres, dire simplement, lorsqu'il aperçoit Frederick Wentworth au concert donné aux Upper Rooms : « un bel homme, un bien bel homme » (« A well-looking man, a very well-looking man »), ce qui en dit long sur le physique avantageux du capitaine.
Au moral, il présente toutes les qualités d'un véritable gentleman, qualités qui manquent complètement à ceux qui revendiquent ce statut, en particulier Sir Walter et son neveu, Mr Elliot : il est attentif aux autres, capable de compassion et loyal en amitié, ces amitiés forgées par les batailles et les deuils. Le capitaine Harville, qui lui voue une admiration et un attachement profonds, relate à Anne Elliot comment, tout juste débarqué à Plymouth, il s'est débrouillé pour aller à Portsmouth annoncer au malheureux Benwick, leur ami commun, la mort de sa fiancée, Fanny Harville, et le soutenir dans son épreuve.
Anne note sa gentillesse envers les « larges et vastes soupirs de Mrs Musgrove » (lorsqu'elle évoque la mort en mer de Dick, son bon à rien de fils), et même envers elle-même, par exemple à la fin de la promenade entre Uppercross et Winthrop, où il la fait ramener en voiture par les Croft : « Il ne pouvait lui pardonner, mais il ne pouvait rester insensible. Il la condamnait pour le passé, il en gardait un ressentiment aussi vif qu'injustifié, mais il ne pouvait la voir souffrir sans désirer lui porter secours. C'était un élan d'amitié pure quoique inavouée ; c'était une preuve de la bonté de son cœur ».
Sa plus belle qualité est la fidélité, même si, en ce qui concerne ses sentiments pour Anne, elle a été, de son propre aveu, inconsciente et presque involontaire. En faisant parler Harville et Anne d'amour indéfectible et de constance, sentiments qui vont au-delà de l'attachement romanesque, Jane Austen montre combien lui paraissent essentielles dans la vie (et pas seulement pour ses personnages de papier) ces qualités de cœur sans lesquelles un être humain est, à ses yeux, une sorte d'infirme.

#### Un homme d'action
La narratrice est un peu plus prolixe pour décrire le caractère de son héros lorsqu'elle revient sur l'époque où Anne fait sa connaissance, en 1806 (I, IV) : il a vingt-trois ans, il est plein de vie et d'ardeur, de confiance en lui, « confiance qu'il savait communiquer avec beaucoup de chaleur et souvent de façon extrêmement spirituelle ». D'un tempérament optimiste, impétueux, intrépide et brillant (« sanguine temper, and fearlessness of mind, brilliant ») il montre aussi de l'obstination (« headstrong »).
C'est un homme d'action ayant manifestement le sens de la mer, capable de prendre des risques calculés et de saisir sa chance. Il sait bien que, s'il avait eu le malheur de couler prématurément avec son « pauvre vieil Asp », une simple corvette, cela n'aurait pas marqué les esprits (« being lost in only a sloop, nobody would have thought about me »), et aurait juste fait deux lignes dans les gazettes. Mais il aime le métier ingrat et dangereux qui lui a permis de révéler sa valeur. Ses succès prouvent d'ailleurs des qualités professionnelles indéniables, qui transparaissent dans ce qu'il dit des navires qu'il a commandés : il savait ce qu'il pouvait leur demander et ils ne l'ont pas trahi ; il parle d'eux avec affection, évoque comme un « jeu divertissant » la longue traque des corsaires à laquelle il a participé dans les Antilles avec le « cher vieil Asp », comme une période de bonheur la « délicieuse maraude » (lovely cruise) au large des Açores avec la Laconia en compagnie de Harville.
Par cette forme de litote, cette présentation légère et très déguisée de véritables actions d'éclat, violentes et risquées, il montre sans doute un peu de vanité, mais il ne fanfaronne pas. Il a le droit d'être fier de son exceptionnelle réussite : c'est humain d'être conscient de sa valeur et de ses mérites.
Il pratique aussi un humour pince-sans-rire, comme le montrent ses remarques sarcastiques sur la prodigalité de l'Amirauté en vies humaines, manifestation de sa liberté de jugement et de son indépendance de caractère.

### Une carrière dans la marine
Même si l'arrière-plan historique est essentiel à la compréhension de l'histoire, Jane Austen estimant que l'Angleterre a vaincu Napoléon essentiellement grâce à sa Marine, elle ne détaille pas vraiment la carrière militaire de Frederick Wentworth ; mais elle donne suffisamment d'éléments, directement inspirés de la vie de ses deux frères marins, Francis et Charles, pour qu'il soit possible de la reconstituer dans les grandes lignes.

#### Les années de guerre

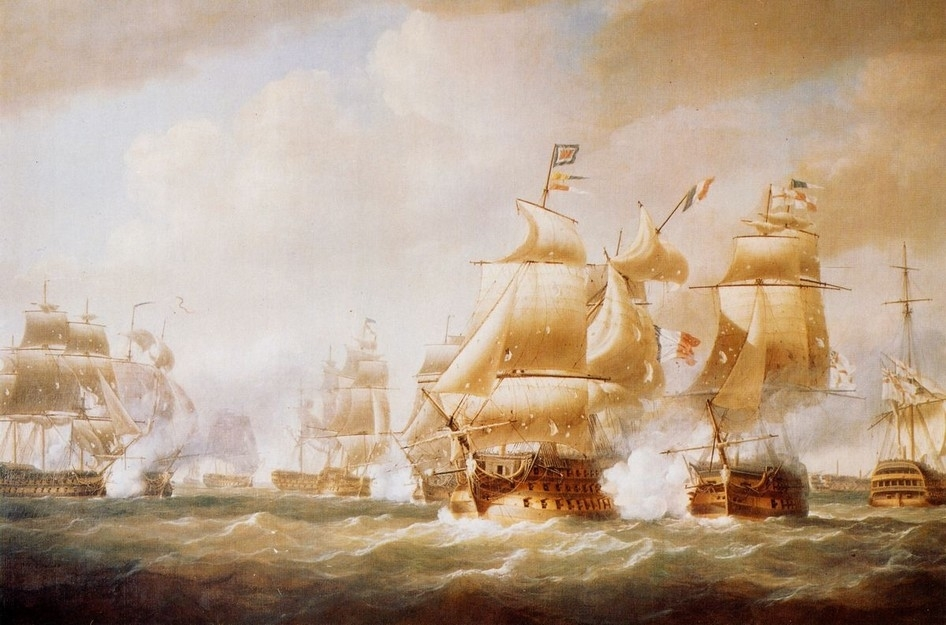
La Bataille de San Domingo, par Nicholas Pocock (1808).

Comme Nelson, fils d'un pasteur de campagne et élevé aux plus hautes dignités à la suite de ses exploits, il vient d'un milieu clérical sans assise terrienne. Comme lui, il fait partie de ces hommes de valeur mais de condition modeste, à qui la guerre maritime avec la France et ses alliés, longue et coûteuse en hommes, a permis de faire rapidement carrière et de s'enrichir grâce à l'argent des parts de prise. En 1814, auréolé de ses succès militaires, il peut espérer être bien accueilli par la société civile, à une époque où l'aristocratie terrienne, représentée ici par Sir Walter qui a abandonné tous ses devoirs de landlord et mène une existence de parasite, est en train de perdre son prestige et son influence.
Il a 23 ans lorsqu'il fait la connaissance d'Anne Elliot, pendant l'été 1806. Ce jeune et fringant officier de marine en début de carrière, lieutenant dans la Royal Navy, vient juste d'être nommé commander à la suite de sa brillante participation aux combats devant Saint-Domingue. N'ayant pas d'autre famille en Angleterre que son frère Edward, vicaire à Monkford, près de Kellynch, il est hébergé chez lui en attendant qu'on lui confie un commandement en rapport avec son nouveau grade : ce sera une vieille corvette fatiguée, The Asp (L'Aspic), avec laquelle il est envoyé dans les Caraïbes pendant un peu plus d'un an pour pourchasser les navires corsaires français ou américains (privateers).
Il n'a, semble-t-il, pas de puissant protecteur en mesure de faire brûler les étapes, seule sa valeur personnelle et sa capacité à prendre des risques peuvent donc le faire remarquer, comme il le sait, et comme le rappelle l'amiral Croft (I, VIII) : « C'était une chance pour lui de se voir confier [ce navire]. Il pouvait y avoir vingt candidats plus dignes que lui qui postulaient en même temps, il ne l'ignore pas. C'était une chance pour lui d'avoir quelque chose aussi tôt, vu le peu d'appuis dont il disposait ».

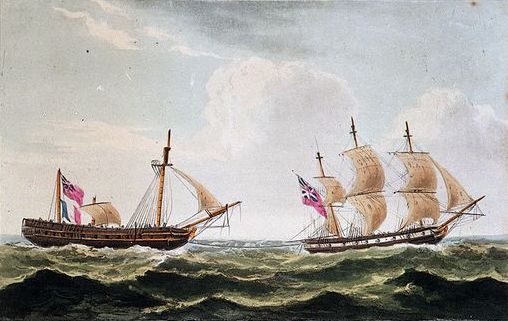
La frégate française, remorquée par la corvette britannique après sa capture en 1809 (Tableau de Thomas Whitcombe).

Au cours de son voyage de retour vers l'Angleterre, à l'automne 1808, la « fortune » lui sourit à nouveau : il capture et ramène à Plymouth, malgré l'état lamentable du vieil Asp, une frégate française, à la suite de quoi il est nommé captain, c'est-à-dire le grade le plus élevé des officiers chargés de commander un bâtiment de combat, avant celui des officiers-généraux (commodore et amiral). L'Amirauté lui confie alors une frégate, La Laconia, avec laquelle il pratique avec succès une guerre de course au large des Açores avec Harville, avant de rejoindre, en 1810, l'escadre basée en Méditerranée. C'est là, au cours d'une escale à Gibraltar, qu'il récupère, et garde six mois à son bord, cette tête brûlée de Dick Musgrove, alors aspirant (midshipman). C'est à cette époque aussi qu'il a James Benwick comme premier lieutenant. Il reste en Méditerranée jusqu'à ce que l'abdication de Napoléon 1er entraîne le retour progressif au pays des diverses escadres. Au printemps 1814, après une escale à Lisbonne, il rallie Plymouth où La Laconia est désarmée (« pas de danger qu'elle soit renvoyée sur les mers », en dit Harville) et, comme tous les officiers sans commandement, il est mis en congé (et en demi-solde, puisqu'on est en temps de paix). Mais il n'a que trente-et-un an et il peut donc espérer, par le simple jeu de l'avancement à l'ancienneté, devenir un jour amiral comme son beau-frère.
Pour la suite de sa carrière, l'avenir reste ouvert : Anne et lui se fiancent au printemps 1815, mais le dernier chapitre de Persuasion n'évoque aucun des importants événements extérieurs, alors que leur histoire se déroule pendant le congrès de Vienne (1er novembre 1814 - 9 juin 1815), et à la veille des Cent-Jours (1er mars - 22 juin 1815). Il y a juste, dans les deux dernières phrases du roman, une allusion à « la crainte d'un nouveau conflit » (« the dread of a future war ») et aux dangers que risquent d'affronter les membres d'« un corps qui, si c'est possible, se distingue plus encore par ses vertus domestiques que par son importance pour la nation ».

#### La reconnaissance sociale
L'excellence professionnelle du capitaine Wentworth, qui lui a permis d'arriver « aussi haut dans sa profession que pouvaient l'y placer le mérite et le zèle », est récompensée par la richesse (générée par ses parts de prise), garante de la reconnaissance sociale : il est passé du statut de « moins que rien » (nobody), invisible aux yeux de la bonne société, à celui de « quelqu'un » (somebody). Dans tous ses romans, Jane Austen montre que, lorsqu'un gentleman arrive dans un groupe social, on s'intéresse à ce qu'il « vaut », en tant que personne, certes, mais surtout en ce qui concerne ses revenus. Pire : il paraîtra d'autant plus fréquentable, voire aimable, que le montant de sa fortune est confortable. À Uppercross, Charles Musgrove verrait avec satisfaction ses deux sœurs « installées », Henrietta avec son cousin Charles Hayer, Louisa avec le capitaine Wentworth. À Bath, Lady Dalrymple remarque sa prestance, Sir William le salue et Miss Elliot décide de l'inviter à ses réceptions. Le monde est en train de changer et l'argent devient maintenant un moyen d'obtenir estime et considération sociale bien plus efficace que la grande propriété ou même un titre.
Frederick Wentworth a tenu parole, il a réalisé ce qu'il avait promis à Anne, et il possède en outre le prestige des vainqueurs. Mais il est probable que s'il n'avait pas réussi financièrement, sa réapparition serait passée inaperçue et Anne ne l'aurait probablement pas épousé. C'est sa fortune qui, aux yeux du monde, rend visibles des qualités qui, autrement, ne seraient appréciées que de ses amis marins et d'Anne Elliot.
Son mariage, « digne couronnement de tous [ses] autres succès », peut être considéré comme une autre étape de sa promotion sociale : il est maintenant accepté sans réticence par la landed gentry : Sir Walter « prépare de fort bonne grâce sa plume pour insérer la mention du mariage dans le livre des dignités ».
Mais Jane Austen ne donne aucune indication sur le lieu ou les conditions de l'installation du jeune couple, même si l'amiral Croft, qui avait invité Frederick à séjourner indéfiniment à Kellynch (« to stay as long as he liked »), a, lorsqu'il le voyait s'intéresser aux demoiselles Musgrove, signalé qu'il était prêt à en accueillir une chez lui à titre d'épouse (« bring us home one of these young ladies to Kellynch »). La narratrice signale seulement l'achat d'un « très joli landaulet » (a very pretty landaulette), symbole de cette vie itinérante des marins et de leurs épouses que Mrs Croft a évoquée quand elle a fait la liste des lieux exotiques où elle a résidé en quinze ans de mariage : les Indes une fois, Cork, Lisbonne, Gibraltar, les Bermudes et les Bahamas, mais pas les Antilles.
Mary Musgrove se console d'ailleurs de perdre la préséance en pensant que sa sœur Anne n'héritera jamais d'un domaine et « ne sera jamais à la tête d'une famille », mais elle a raison de craindre que le mari de cette dernière n'accède un jour à la dignité de baronnet, la Couronne britannique récompensant assez généreusement les plus valeureux de ses officiers par un titre de Chevalier ou de Baronnet et des décorations comme l'Ordre du Bain (après 1815), tandis que le Lloyd's Patriotic Fund accordait des récompenses plus matérielles (de l'argent, une médaille ou un sabre d'honneur).

## Traitement littéraire

### Sous le regard d'autrui
Comme presque tout est vu à travers le regard et les réflexions d'Anne, qui est la conscience du roman, il n'y a pas dans Persuasion une multiplication des points de vue narratifs, mais plutôt une superposition de voix qui s'emboitent : la narratrice extradiégétique note que le personnage Anne entend un autre personnage raconter ce qu'un troisième a dit ou fait.

#### Le fantôme du passé
Ainsi, Frederick Wentworth, resurgi contre toute attente du passé d'Anne après huit ans d'absence, est d'abord défini par les autres personnages avant son entrée en scène effective. Son nom, « Wentworth », est prononcé, par Anne, pour la première fois au chapitre 3, mais il ne s'agit pas de « lui », seulement de son frère aîné, Mr Wentworth, qui fut « vicaire à Monkford pendant deux, trois ans », à partir de 1805.
Ce n'est qu'au chapitre suivant que la narratrice raconte brièvement l'« intéressante petite histoire triste » (« this little history of sorrowful interest ») des amours d'Anne et Frederick, huit ans auparavant : « ils se sont vite et passionnément aimés » mais « quelques mois seulement virent le début et la fin de leurs relations ».

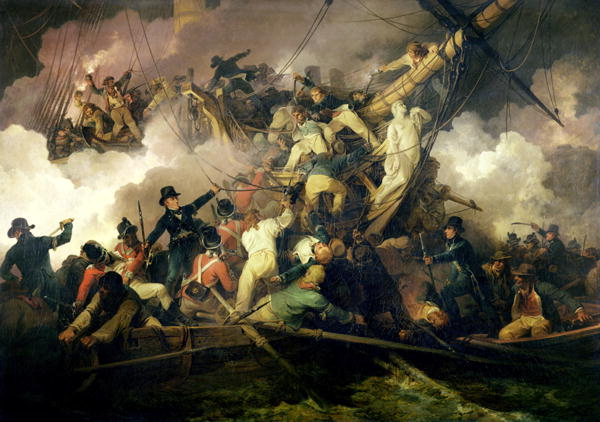
Frederick Wentworth n'évoque jamais les cruelles réalités de la guerre maritime, comme ici l'abordage de La Chevrette, « taillée en pièces » le 21 juillet 1801 (Philippe-Jacques de Loutherbourg).

La suite de son histoire, au cours des huit années suivantes, est donnée en pointillés par la narratrice omnisciente, mais toujours à travers ce qu'en peut vraisemblablement connaître le personnage principal, Anne. Comme la plupart des Anglais, elle ne peut savoir ce qu'il devient que par ce qu'en disent les comptes rendus des journaux officiels, comme la London Gazette ou la Naval Gazette, qui sont souvent tardifs, succincts et contrôlés par la censure, ainsi qu'en épluchant les arides annuaires de la Marine (Navy List) ; ils se sont fait l'écho de ses succès, de ses promotions et de ses récompenses, elle peut en déduire qu'il est riche et probablement toujours célibataire.
Mais les dures conditions de vie à bord des navires de guerre de sa Majesté et l'horreur des combats navals sont à peine évoquées : Sir Walter ne se désole, assez comiquement, que des ravages du vent et des embruns sur le teint de « ces messieurs de la marine », Wentworth lui-même fait allusion, mais sur le ton de la plaisanterie, aux milliers d'hommes dont dispose l'Amirauté et aux quelques centaines qu'elle peut se permettre de sacrifier. Il signale cependant que son ami Harville ne s'est jamais remis d'une grave blessure reçue deux ans plus tôt et que le malheureux Benwick était encore en mer, du côté du Cap, quand est morte Fanny Harville, qu'il pensait épouser dès son arrivée en Angleterre, maintenant qu'il était enfin promu commander et assez riche pour se marier.

#### Un revenant
Tout se ligue rapidement pour faire du capitaine un hôte vivement attendu et rapidement apprécié.
Le jour de la première visite de courtoisie des Croft chez Charles et Mary Musgrove, en octobre 1814, Anne entend l'amiral annoncer avec plaisir à sa sœur Mary l'arrivée imminente « d'un frère de Mrs Croft », sans préciser lequel (I,VI) : « We are expecting a brother of Mrs Croft's here soon » ; un peu plus tard, Louisa Musgrove lui conte un « épisode pathétique de l'histoire familiale » auquel il a jadis été mêlé et à propos duquel Mrs Musgrove a l'intention de lui exprimer toute sa gratitude : il a fait preuve d'une si grande bonté à l'égard du « pauvre Dick », son fils mort en mer !
Ainsi, dès son arrivée, Anne, qui a tout fait pour éviter de le rencontrer, en particulier à Kellynch, n'entend plus parler que de lui et de ses manières, si charmantes, si ouvertes, si chaleureuses (I,VII). Ce comportement sans artifice, caractéristique du milieu des marins, puisque, à Lyme Régis, Anne découvrira la même spontanéité, la même chaleur humaine dans la famille du capitaine Harville, contraste fortement avec « l'insupportable ton froid et cérémonieux » qu'il emploie avec elle lorsque, au chapitre suivant, il est finalement amené à lui adresser la parole (« His cold politeness, his ceremonious grace, were worse than any thing »).
Pendant une bonne partie du roman il n'apparaît donc au lecteur qu'en focalisation interne, à travers ce qu'Anne Elliot entend à son propos, puis par le truchement du regard qu'elle pose sur lui et des réflexions que cela lui inspire. Il est souvent impossible de différencier ce qui relève du récit et du discours indirect libre, tant la frontière entre les deux modes d'expression est ténue, mais la narratrice omnisciente intervient très peu, et sans trace de la riche ironie des romans précédents, juste pour confirmer, en quelque sorte, le constat fait par Anne : il ne l'a pas oubliée, mais ne lui a pas pardonné et n'a aucune envie de la rencontrer. D'ailleurs, lorsqu'il annonce à sa sœur son intention de se marier (I,VII), elle précise qu'Anne Elliot n'est jamais loin de ses pensées quand il définit son idéal féminin : « un esprit ferme sous des manières douces » (« strong mind with a sweetness of manners »), mais qu'il est prêt à se laisser charmer « par n'importe quelle agréable jeune fille qui croise son chemin, sauf Anne Elliot », sa seule secrète exception.
La position particulière du lecteur, seul confident de la perspicacité silencieuse d'Anne, fait aussi de lui l'observateur privilégié de menus détails qui servent à construire le personnage de Frederick dans toute sa complexité, détails qu'Anne seule est en position de remarquer : un pétillement de l'œil, une moue fugitive et une rapide grimace « indétectable pour qui le connaît moins bien qu'elle », lui dévoilent ce qu'il pense réellement de Dick Musgrove, alors qu'il se prépare à manifester une gentille compassion à sa mère (I,VIII) ; son sourire de convention, « suivi d'un regard de mépris au moment où il se détournait », lui montre ses véritable sentiments envers Mary Musgrove qui, imbue de l'orgueil des Elliot, considère les Hayter de Winthrop comme des relations familiales « déplaisantes » (I,X).
Il est aussi le seul confident de ses fines analyses du comportement de Frederick envers elle-même et envers les demoiselles Musgrove, en particulier l'impulsive Louisa. Ainsi, précise la narratrice, « elle ne put s'empêcher de penser, en s'appuyant sur ses souvenirs et son expérience personnelle, qu'il n'éprouvait pas d'amour pour elle », et qu'elle éprouvait pour lui non de l'amour, mais juste une « petite fièvre d'admiration », mais elle juge son comportement imprudent, voire dangereux : il n'a pas conscience de l'effet de ses manières engageantes sur le cœur des jeunes demoiselles ; il sera d'ailleurs choqué d'apprendre que Harville considère qu'il est « engagé » envers Louisa. Anne trouve qu'il a « tort d'accepter (car accepter est bien le mot) les attentions qu'elles lui prodiguent », même si elle - ou Jane Austen - l'excuse d'être « un peu gâté » (a little spoilt) par l'accueil enthousiaste des Musgrove et l'admiration éperdue dont l'entourent toutes ces dames, les demoiselles Hayter comprises : « If he were a little spoilt by such universal, such eager admiration, who could wonder? ».

### Évolution des relations avec Anne
Persuasion est un roman d'apprentissage un peu particulier, puisque c'est le protagoniste masculin, et non l'héroïne, qui doit prendre conscience de ses erreurs de jugement et les surmonter. Homme d'action avant tout, le capitaine Wentworth juge les autres plus sur leurs actions que leurs motivations. Il doit donc admettre qu'il s'est trompé sur le caractère de Louisa et sur celui d'Anne, apprendre « à faire la différence entre la détermination des principes et l'obstination de l'opiniâtreté, entre les audaces de l'étourderie et la résolution d'un esprit réfléchi ». Il doit reconnaître que, malgré sa rancune, il n'a jamais cessé de considérer Anne comme le modèle auquel il compare toutes les autres ; il doit découvrir qu'elle seule, finalement, possède pleinement ces qualités de « force de caractère et de douceur » qu'il attend de celle qu'il veut épouser. Avec la même finesse de touche et un genre de progression proche de celle utilisée dans Orgueil et Préjugés (concernant l'attitude et les sentiments de Darcy à l'égard d'Elizabeth), Jane Austen note les étapes du retour de l'affection de Frederick Wentworth pour Anne Elliot.

#### Un ressentiment tenace

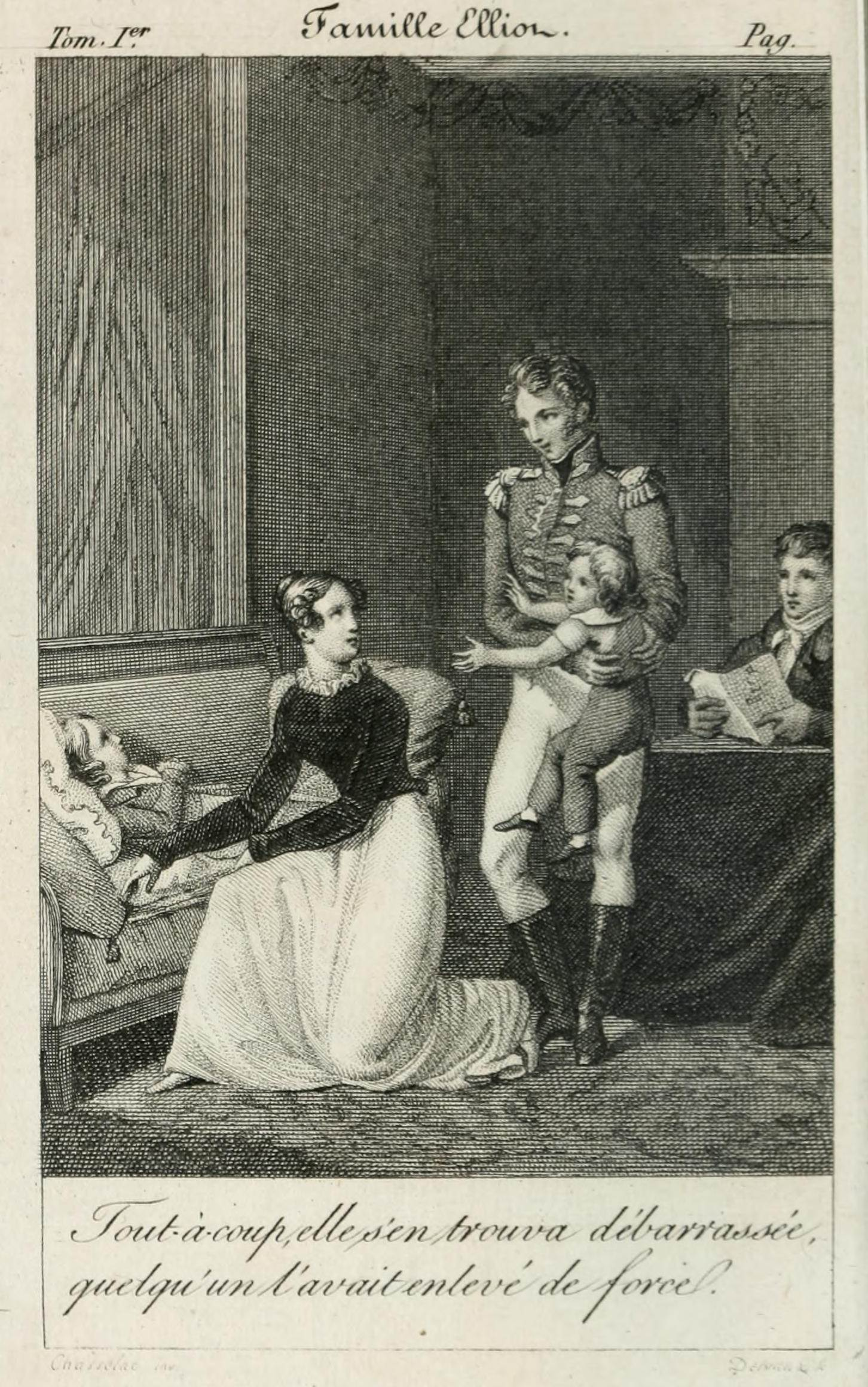
Frederick montre une attention efficace mais silencieuse à Anne (frontispice d'une édition de 1828, illustrant le ch. 9).

Ce n'est pas dit explicitement, lorsqu'il évoque, au début du chapitre VIII, les six mois qu'il a passés chez son frère huit ans plus tôt et « sa grande, très grande, envie de naviguer à l'époque », car il avait « besoin de faire quelque chose », et l'ironie involontaire de la réplique de l'amiral Croft (« Qu'est-ce qu'un gars comme toi peut faire à terre six mois d'affilée ? Quand on n'a pas de femme, on a vite envie de reprendre la mer. ») n'est sensible que pour lui-même, Anne (et le lecteur) ; mais il a très mal pris la rupture de leurs fiançailles, souffrant autant de la blessure sentimentale que de la blessure d'amour-propre. Sautant sur la première occasion, il s'est jeté dans l'action, seul remède à sa déception et sa frustration. L'officier Wentworth prouve sa valeur professionnelle dans l'action, mais pendant toutes ces années en mer, l'homme a eu le temps de ressasser son échec amoureux et remâcher son dépit (« I have thought on the subject more than most men »). Aussi n'a-t-il pas voulu reprendre contact avec Anne en 1808, lors de sa promotion suivante, sa première impression fixée par le ressentiment : il était persuadé de son caractère trop influençable, et avait trop d'amour-propre masculin, comme il le lui avouera plus tard, pour s'abaisser à redemander sa main, ne la comprenant pas, ou plutôt refusant de la comprendre et d'admettre le bien-fondé de ses raisons. La narratrice laisse entendre qu'Anne, pour une fois, a mal interprété son attitude, puisqu'elle suppose qu'il n'en avait pas envie ou était devenu indifférent (« He must be either indifferent or unwilling »), car elle, « à sa place, n'aurait pas attendu si longtemps et aurait repris contact dès que les événements lui auraient donné l'indépendance financière qui seule faisait défaut ». Mais Anne n'a pas d'orgueil mal placé, et n'a pas pris la mesure de sa vanité masculine, alors qu'elle connait bien celle de son père.
Pendant la première moitié du roman, se retrouvent en présence deux personnages incapables d'imaginer qu'ils puissent, alors que l'occasion de se rencontrer est fréquente, renouer des relations qui avaient jadis été si fusionnelles, car « il n'y avait pas deux cœurs plus ouverts, de goûts plus semblables, de sentiments plus concordants, de visages plus aimés ». Puisqu'il a l'intention de se marier, il se dit prêt à tomber amoureux de la première frimousse acceptable et disponible. Il accepte donc les attentions des demoiselles Musgrove, ce qui ne l'empêche pas de montrer à Anne, à diverses occasions, une bonté attentive mais toujours silencieuse, car il prend bien soin de ne pas engager la conversation avec elle, ni même d'écouter quand elle parle, bien décidé à ne plus s'intéresser à elle, persuadé que « l'emprise qu'elle avait eu sur lui avait disparu à jamais » (« Her power with him was gone for ever »). Lorsque Henrietta revient à son premier soupirant, son cousin Charles Hayter, Anne, comme tout le monde, pense que « tout semblait destiner Louisa au capitaine Wentworth ». La narratrice, cependant, est sans ambiguïté : même s'il a bien essayé de s'attacher à elle, jamais il n'a confondu l'aimable étourderie de Louisa Musgrove avec l'élégance d'esprit d'Anne Elliot.

#### Lyme Regis: un tournant

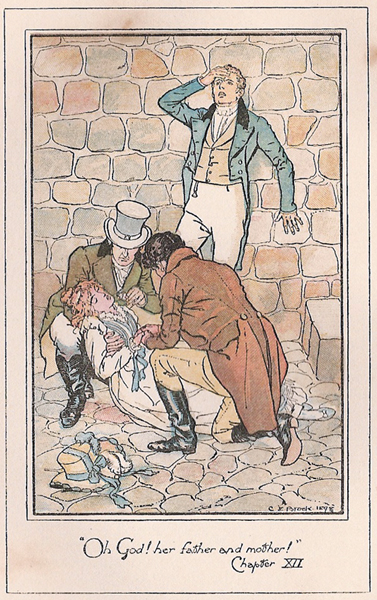
Frederick paraît désemparé par l'accident de Louisa Musgrove (C. E. Brock, 1898).

D'ailleurs, il ne peut s'empêcher d'éprouver un regain d'intérêt pour Anne à Lyme Regis, où l'air marin, et la fréquentation d'une compagnie adaptée à sa personnalité profonde, redonnent des couleurs à la jeune fille : le regard de « profonde admiration » que porte sur elle le gentleman inconnu (Mr Elliot) qui les croise sur le Cobb l'oblige en quelque sorte à la « voir » : il lui jette un coup d'œil (« a momentary glance »), et prend conscience qu'elle est à nouveau en beauté (« She was looking remarkably well »). La répétition des termes (« earnest admiration, [he] admired her exceedingly ») souligne que le regard du « gentleman » est un peu trop appuyé, et retient l'attention, teintée d'un soupçon de jalousie, de Wentworth. Un peu plus tard, lors de la chute de Louisa, c'est l'esprit de décision, le sang-froid et l'efficacité d'Anne, la seule à se reprendre assez vite pour prendre la direction des opérations et déterminer les priorités, qu'il est amené à constater et admirer.
L'accident survenu à Lyme est en quelque sorte « providentiel ». Dans la diégèse, il fonctionne comme un deus ex machina qui permet aux deux protagonistes de se retrouver, en écartant finalement Louisa, qui « chute » dans l'intérêt de Wentworth, comme elle a chuté sur la vieille jetée : c'est lui qui incite Wentworth à réfléchir, à découvrir qu'il s'est forgé une opinion erronée du caractère d'Anne par suite d'une généralisation excessive, à comparer sa « détermination » et l'« obstination imprudente » de Louisa, à reconnaitre finalement la « perfection » d'Anne, juste équilibre entre la force de caractère et la douceur des manières, et à désirer la reconquérir.
On s'est demandé si Jane Austen n'avait pas commis une erreur psychologique dans la scène sur le Cobb, car le moment de faiblesse de Wentworth serait incompatible, semble-t-il, avec l'esprit de décision nécessaire à tout officier supérieur. Brian Southam se demande comment un capitaine de vaisseau, qui a affronté le feu de l'ennemi pendant plus de quinze ans, peut se trouver si désemparé, si incapable d'agir lorsque Louisa git à terre, laissant Anne prendre la situation en main.
Mais le propos de Jane Austen est justement de mettre Anne en lumière, afin de révéler au capitaine ses capacités, et Wentworth, qui considère que la présence de femmes sur un navire de guerre est « un mal en soi » et refuse de transporter des dames (sauf les épouses de ses « frères officiers »), n'a pas souvent eu l'occasion de gérer des situations impliquant des personnes du sexe faible.
En outre, il se considère comme responsable de l'accident. Il a des remords, il se sent coupable d'avoir en quelque sorte encouragé Louisa, qu'il a naguère félicitée d'avoir un esprit de décision et de fermeté (« the character of decision and firmness »), à se conduire comme une gamine et n'en faire qu'à sa tête, se reprochant de ne pas « avoir agi comme il aurait dû ». Mais il se reprend vite (« exerting himself »), puisque, c'est lui qui, le soir même, prend la situation en main : il décide d'aller personnellement à Uppercross prévenir les parents, organise le retour de Henrietta, propose à Anne, dont il reconnaît la valeur et l'efficacité (« no one so proper, so capable as Anne ») de rester exercer ses talents auprès de Louisa si elle le souhaite, ce que Mary va égoïstement empêcher.

#### Bath: retrouvaille
Puisque tout est montré du point de vue d'Anne, le lecteur ne saura que dans l'avant-dernier chapitre (II,XI), grâce aux conversations finales entre les amoureux où s'expliquent et se dissipent tous les malentendus, ce qu'il a fait au cours des deux mois entre le retour de celle-ci à Uppercross et son arrivée à lui à Bath : il est resté quelque temps à Lyme (pour s'assurer que Louisa se remettait, mais en trouvant des prétextes pour ne pas la voir), puis est parti, pour tenter de se faire oublier, à Plymouth d'abord, puis dans le Shropshire chez son frère Edward, où il est resté six semaines en « déplorant l'aveuglement de son orgueil et ses grossières erreurs de calcul » (« lamenting the blindness of his own pride, and the blunders of his own calculations »).

##### Tentatives circonspectes
C'était au chapitre 7 du livre I que Frederick et Anne se sont revus, avec beaucoup de gêne réciproque, à Uppercross ; et c'est au chapitre 7 du livre II que la narratrice les fait se rencontrer à Bath, dans un état d'esprit bien différent, chez Molland, le confiseur de Milsom Street.
C'est un homme soulagé, délivré de l'engagement que l'honneur l'aurait obligé à prendre si Louisa l'avait demandé, qui vient à Bath en février 1815, très désireux de reconquérir Anne, mais hésitant et inquiet, car il n'est pas entièrement sûr de ses sentiments à elle. Il n'est plus le jeune homme de 23 ans, impatient et enthousiaste, mais un marin d'expérience qui sort de huit années de guerre et ne peut se permettre d'affronter un second refus.
Or les opposants anciens sont toujours là, en particulier Lady Russell, toujours fermement prévenue contre lui ; un nouveau venu s'y ajoute même, le cousin et héritier, le gentleman croisé à Lyme justement, qui suscite sa jalousie et son tourment : il a tout pour plaire aux Elliot, Anne pourrait se laisser convaincre de l'épouser, et la rumeur considère déjà le mariage comme acquis. Il se retrouve ainsi, à la fin du chapitre VIII du livre II, dans la situation pénible dont Anne a souffert précédemment (dans le même chapitre du livre I), lorsque tout le monde, elle incluse, le considérait comme promis à Louisa.

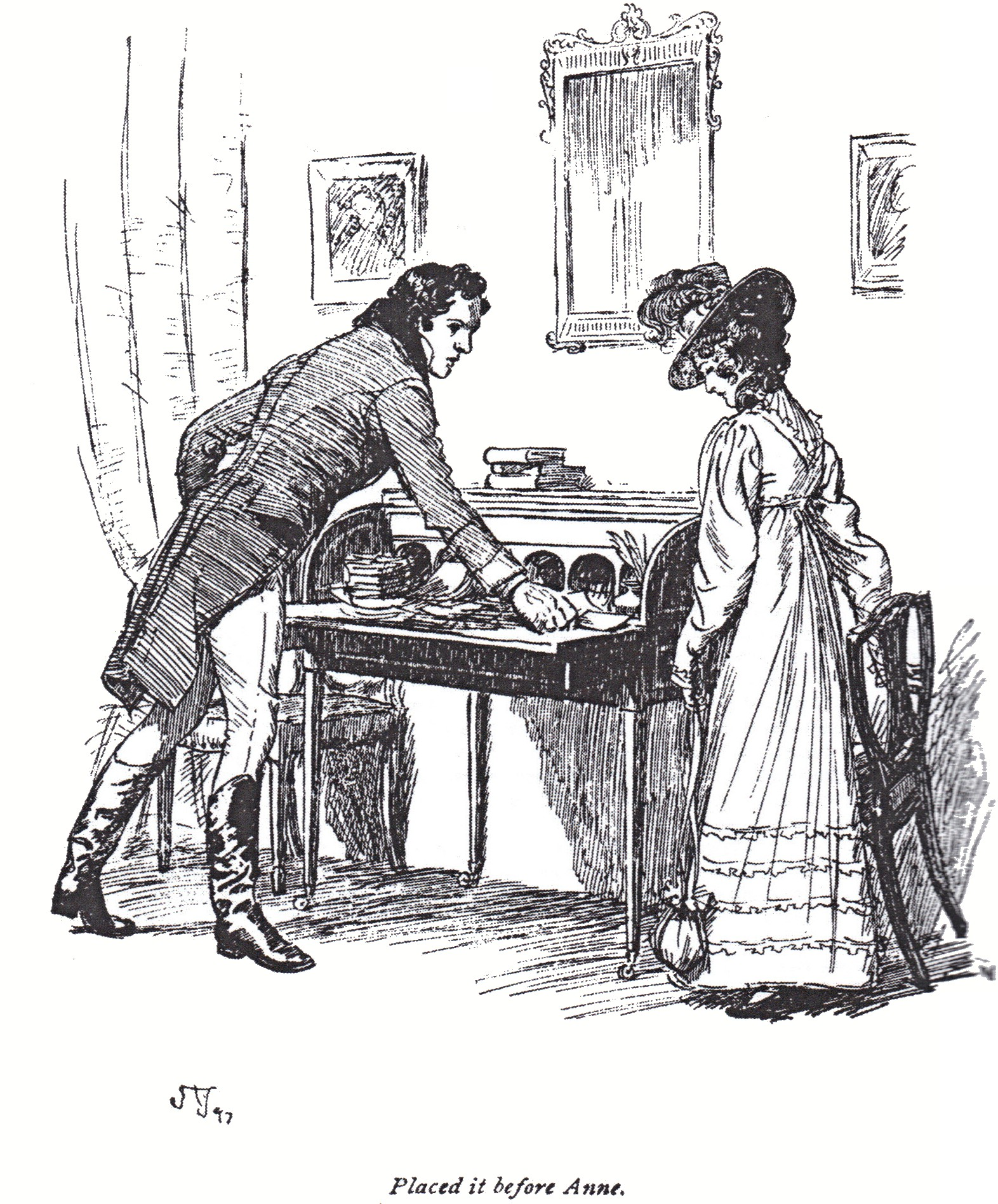
Frederick, « avec un regard d'ardente supplication », signale à Anne la lettre qu'il vient de lui écrire (Hugh Thomson, 1897).

À Bath, cependant, Anne est beaucoup plus libre de ses mouvements qu'auparavant. Elle sort souvent, ce qui crée des occasions de rencontres, de conversations et de rapprochements progressifs. Et Frederick est maintenant disposé à la rencontrer, à lui parler, à l'écouter. Après leur rencontre fortuite dans la boutique de Milsom Street, où elle constate qu'elle ne l'a jamais vu aussi « visiblement troublé et confus », ils se retrouvent dans la « salle octogonale » des Assembly Rooms, où, en attendant le concert, elle engage avec lui la conversation au cours de laquelle il exprime indirectement ses sentiments, en critiquant Benwick d'avoir trop rapidement oublié Fanny Harville : « on ne se remet pas d'un amour si profond porté à une femme si remarquable, on ne peut pas, on ne doit pas » et où Anne le découvre hésitant et jaloux des prévenances de Mr Elliot envers elle.
À l'auberge du Cerf blanc, dans Stall Street, il vient enfin lui parler et fait explicitement allusion à leur situation : « huit ans et demi, c'est bien long ! » (« Eight years and a half is a period! »).

##### Conversations entendues et correspondance cachée
Mais ce sont les conversations surprises par hasard au même endroit qui jouent un rôle fondamental dans la prise de conscience de Wentworth. C'est d'abord une discussion entre sa sœur et Mrs Musgrove sur le danger de trop longues fiançailles qui l'éclaire sur les véritables motivations qui ont poussé Anne à rompre leurs fiançailles, justifiant a posteriori son attitude : ce sont, comme le précise Mrs Croft, « des fiançailles sans certitudes et qui risquent de durer longtemps. S'engager sans être sûr qu'on aura, à un moment donné, les moyens de se marier, je maintiens que c'est très hasardeux et imprudent ; et je pense que tous les parents devraient l'empêcher autant qu'ils le peuvent ».
C'est surtout, un peu plus tard (II,XI), la conversation entre Harville et Anne sur la fidélité comparée des hommes et des femmes, où elle défend avec chaleur son point de vue, qui le convainc qu'elle l'aime encore. Il en lâche sa plume, épisode symbolique pour Tony Tanner, qui, dans son étude de Persuasion, la considère comme « le symbole de la domination des hommes sur les femmes », le moyen par lequel ils écrivent leur vie à elles. C'est comme si Wentworth, ajoute-t-il, « était maintenant ouvert à une relation plus égale (non écrite) dans laquelle les vieux schémas de domination et de déférence sont abandonnés, effacés - lâchés ». Subjugué par l'esprit d'Anne, il l'admire, maintenant, autant qu'il l'aime, « voyant dans son caractère la perfection même, le plus charmant équilibre entre la fermeté et la douceur ».
Il ose enfin, dans cette lettre qu'il lui écrit en cachette tout en écoutant sa conversation avec Harville, exprimer ses sentiments et renouveler sa demande.
Une lettre personnelle, remise discrètement à son destinataire, est, pour un personnage austenien, l'occasion de s'exprimer librement et en toute sincérité. Mais contrairement à Darcy, qui, dans sa longue lettre à Elizabeth analyse, argumente et cherche à se justifier, Wentworth laisse parler son cœur sans retenue. Ici, les mots utilisés sont tellement forts et passionnés (« Vous me torturez. Je balance entre accablement et espoir [...] un cœur qui vous appartient bien plus que lorsque vous l'avez presque brisé il y a huit ans et demi ») qu'Anne, qui a montré tout au long du roman qu'elle le connaît si bien qu'elle peut en général interpréter ses réactions, en est bouleversée au point d'être incapable de garder son sang-froid.

##### Éclaircissements
Dans Union Street, la bien nommée, il la retrouve avec Charles Musgrove qui, à leur jubilation secrète à tous deux (« spirits dancing in private rapture »), lui demande de la raccompagner, dans une symbolique passation de pouvoir. Jusqu'à cet instant, la narratrice leur a laissé peu d'occasions d'exprimer librement leurs sentiments. Ils étaient toujours en compagnie, et leurs conversations rapidement interrompues. Mais maintenant, dans l'allée sablée qui monte vers Belmont, commence la longue promenade qui va leur permettre de s'expliquer enfin directement et de sceller leur réconciliation, loin des oreilles indiscrètes des promeneurs et même du lecteur, puisque la narratrice reste dans le mode du récit lorsqu'ils « se redisent ces sentiments et ces promesses qui, naguère, avaient semblé autoriser tous les espoirs mais avaient été suivis de tant d'années de séparation et de brouille », ne rapportant leurs paroles au style direct que pour les analyses, les explications et les éclaircissements.
Cette dernière rencontre, tout comme les précédentes, se passe dans un espace public, un peu plus calme que les rues de Bath cependant (« comparatively quiet and retired gravel-walk »), où ils peuvent se couper du bruit du monde et des interférences de la société, retrouvant « l'unité des cœurs et la concordance des sentiments ». Ils sont maintenant suffisamment sûrs de leurs sentiments et leur relation est assez mature pour qu'ils puissent l'afficher publiquement. Cette lente promenade, sur un chemin montant en pente douce, symbolise aussi la manière dont ils conduiront leur vie de couple. Comme les Croft, « la plus séduisante image du bonheur pour Anne », ils sauront s'accommoder de n'importe quel environnement et de n'importe quelle résidence pourvu qu'ils puissent rester « presque toujours ensemble ».
Mais il lui reste à découvrir, et accepter, quelque chose d'humiliant pour son orgueil : « apprendre à supporter d'être plus heureux qu'[il] ne mérite ». Il est forcé de reconnaitre qu'il a une grande part de responsabilité dans leur long exil sentimental : alors qu'il savait que son manque de fortune était le principal obstacle, son orgueil l'a empêché de reprendre contact au bout de deux ans, quand il revint « en l'an huit avec quelques milliers de livres » et sa promotion au grade de captain, preuves et signes visibles de sa réussite ; son inconscient blessé avait enseveli la personnalité d'Anne sous un ressentiment aussi injuste que tenace, prolongeant de six ans le temps de souffrance et de séparation.

## Postérité du personnage

### Sur les écrans

#### Avant 1995
Persuasion n'a pas inspiré les producteurs avant 1960-1961, date de la première adaptation de Persuasion par la BBC, une mini-série en quatre épisodes et en noir et blanc, où le capitaine Wentworth est joué par Paul Daneman.
Une deuxième adaptation, en cinq épisodes de 45 min, d'Howard Baker, est présentée en 1971 par ITV Granada. Le rôle de Frederick Wentworth est confié à Bryan Marshall. La mise en scène est encore très théâtrale, filmée en plans d'ensemble peu propices à l'expression des sentiments. Le téléfilm se clôt sur un baiser et une réflexion de Wentworth exprimant sa félicité, dans un coin isolé et confiné du salon.
Si ces premières adaptations télévisuelles sont simplement illustratives et un peu empesées, un tournant se produit à partir de 1995, avec les tournages en décors naturels magnifiant la campagne et le patrimoine architectural anglais, caractéristique habituelle des heritage film (films patrimoniaux).

#### Persuasion1995
La version de 1995, un film de 104 min de Roger Michell, produit initialement pour la télévision par la BBC, avec Ciarán Hinds dans le rôle du capitaine Wentworth, a eu un tel succès qu'elle est rapidement sortie en salle dans de nombreux pays, en particulier aux États-Unis.
Le tournage caméra à l'épaule privilégie les plans rapprochés. Wentworth est ici un homme mûr, plein d'assurance, auquel l'uniforme donne une prestance romantique mais aussi une raideur militaire. Sa tenue contraste avec celle de dandy de Sir Walter Elliot, et rappelle que c'est la marine qui lui a permis de s'élever dans la société, mais ce n'est pas historique, les officiers de la Royal Navy devant être en civil lorsqu'ils étaient en congé, comme le signale Jane Austen dans Mansfield Park (III, VI), quand Fanny doit se contenter de la description de son nouvel uniforme par son frère William, à cause de « la coutume cruelle qui interdit de le porter sauf en service » (« cruel custom prohibited its appearance except on duty »).
Le retour de la passion amoureuse, visible sur son visage torturé à Lyme Regis, culmine dans la rue de Bath où les deux héros se rejoignent et s'embrassent, alors que la parade d'un cirque ambulant détourne l'attention de la foule pleine de gaité.
Cette adaptation contient une scène tirée de la fin initiale du roman, où Wentworth vient demander à Anne de la part de l'amiral si elle confirme ses fiançailles avec Mr Elliot, mais celle où il entend la conversation entre Anne et Harville est aussi présente. Seulement il y fait tomber le sablier et non sa plume. Ses attitudes sont parfois anachroniques : au cours de la réception à Camden Place, il vient demander abruptement à Sir Walter la main de sa fille, devant tous les invités présents, et ses expressions sonnent souvent trop « modernes ».
La scène finale le montrant fièrement campé sur la dunette de son navire sur fond de soleil couchant avec Anne à sa droite, ancre la romance dans la réalité historique, rappelant que le roman se conclut pendant les Cent-Jours.

#### Persuasion2007

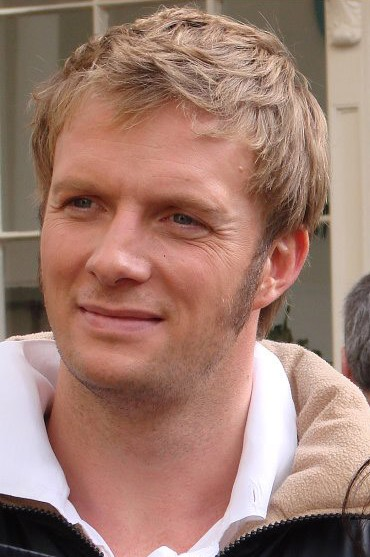
Rupert Penry-Jones à Bath, sur le tournage de Persuasion.

En 2007, ITV présente un téléfilm de 95 min, d'Adrian Shergold, où le capitaine Wentworth est joué par Rupert Penry-Jones. Le scénario étant centré sur Anne, le rôle de Wentworth est relativement en retrait.
Personnage réservé et laconique, il se montre charmant avec tout le monde, mais distant avec Anne (répondant sèchement à Mary qui veut le présenter à sa sœur, qu'ils se connaissent déjà). Pourtant, il est attentif à son bien-être, même s'il le fait sans un mot. À Lyme, il s'inquiète de l'inconnu qui a admiré Anne sur le Cobb, il est le premier à l'aider pour secourir Louisa et organise le retour. Une scène les réunit avant qu'il reparte d'Uppercross : elle lui annonce qu'elle va aller à Bath, il s'étonne, elle n'aimait pas la ville autrefois. Quand il apprend qu'elle y rejoint Lady Russell, il se hâte de prendre congé.
Deux brèves scènes à Lyme avec Harville montrent son évolution : il découvre avec effarement qu'on le croit lié à Louisa et qu'il « s'est empêtré lui-même » ; il avoue ensuite avoir pris « sa colère et son ressentiment » pour de l'indifférence, alors qu'il n'a jamais aimé qu'« elle », mais n'a pas « eu le bon sens de saisir sa chance quand elle s'est représentée » et a perdu, à cause de son maudit orgueil, « la perfection incarnée ». Apprenant alors avec soulagement les fiançailles de Louisa avec Benwick il se précipite à Bath.
La brève rencontre avec Anne dans la boutique de Milson Street est pleine d'une tendre connivence retrouvée, interrompue par l'arrivée de Mr Elliot ; les deux hommes se saluent froidement. Lorsqu'Anne l'aborde au concert et tente de connaître la durée de son séjour, il se montre hésitant et évasif (« I don’t know. That is to say, I am not certain. It all depends… »), puis refuse de rester plus longtemps (« There’s nothing here worth me staying for ») après avoir entendu évoquer son prochain mariage avec Mr Elliot, la laissant agitée et désemparée.
Cette adaptation reprend aussi des éléments de la première version du dénouement, mais c'est à Camden Place qu'a lieu la scène clé. Frederick s'y présente, très contraint, pour dire à Anne que les Croft sont prêts à lui laisser Kellynch quand elle se mariera, mais l'arrivée successive des Musgrove et de Lady Russell crée une joyeuse confusion qui lui permet de s'éclipser dès qu'Anne l'a fermement assuré qu'il n'y a « rien de vrai dans cette rumeur ». Tentant de le rattraper, Anne rencontre Harville qui lui remet la lettre de Frederick dont le texte est dit en voix off, pendant sa course (la scène à l'auberge, où il l'écrit en entendant la conversation entre Anne et Harville est supprimée).
Lorsqu'elle le rejoint enfin, elle lui confirme, essoufflée mais « tout à fait déterminée », qu'elle accepte sa demande en mariage. Il la ramène ensuite à Kellynch, heureux de voir sa joie en découvrant son « cadeau de noce ».

### En littérature
- Susan Kaye propose deux volumes consacrés à Frederick Wentworth, Captain. Dans le tome 1, None but you[125] (2007) elle décrit les déplacements de Frederick Wentworth, une fois démobilisé et rentré en Angleterre, avant son arrivée à Kellynch, puis dans le tome 2, For You Alone[126] (2008) les événements de Persuasion vus du point de vue de Frederick, dont elle dévoile des éléments biographiques (son enfance, sa carrière dans la Navy) et psychologiques, dans un style qui « rend hommage à l'époque de la Régence[127]».
- Amanda Grange, qui s'est spécialisée dans la « recomposition » dans un style adapté aux « prétendus besoins des lecteurs modernes »[128] des journaux intimes des protagonistes masculins des romans de Jane Austen, a proposé en 2007 celui du capitaine Wentworth[129], où est relatée sa première rencontre avec Anne Elliot.

### Citations originales
1. ↑  « The years which had destroyed her youth and bloom had only given him a more glowing, manly, open look, in no respect lessening his personal advantages »[14].
2. ↑  « He could not forgive her, but he could not be unfeeling. Though condemning her for the past, and considering it with high and unjust resentment, [...] he could not see her suffer without the desire of giving her relief. It was [...] an impulse of pure, though unacknowledged, friendship; it was a proof of his own warm and amiable heart »[19].
3. ↑  « Full of life and ardour, confidence, powerful in its own warmth, and bewitching in the wit which often expressed it »[22].
4. ↑  « Lucky fellow to get her[N 7] ! He knows there must have been twenty better men than himself applying for her at the same time. Lucky fellow to get any thing so soon, with no more interest than his »[23].
5. ↑  « I have been once to the East Indies and back again, and only once; besides being in different places about home: Cork, and Lisbon, and Gibraltar. But I never [...] was in the West Indies. We do not call Bermuda or Bahama, the West Indies »[42].
6. ↑  « while she considered Louisa to be rather the favourite, she could not but think, as far as she might dare to judge from memory and experience, that Captain Wentworth was not in love with either. They were more in love with him; yet there it was not love. It was a little fever of admiration »[62].
7. ↑  « [T]o distinguish between the steadiness of principle and the obstinacy of self-will, between the darings of heedlessness and the resolution of a collected mind »[67].
8. ↑  « It was a great object with me, at that time, to be at sea: a very great object; I wanted to be doing something »
9. ↑  « But I was proud, too proud to ask again. I did not understand you. I shut my eyes, and would not understand you, or do you justice »[70].
10. ↑  « Had he wished ever to see her again he need not have waited till this time; he would have done what she could not but believe that in his place she should have done long ago, when events had been early giving him the independence which alone had been wanting »[72].
11. ↑  « there could have been no two hearts so open, no tastes so similar, no feelings so in unison, no countenances so beloved »[74].
12. ↑  « Oh God! that I had not given way to her at the fatal moment! Had I done as I ought! »[86].
13. ↑  « He was more obviously struck and confused by the sight of her than she had ever observed before »[95].
14. ↑  « A man does not recover from such a devotion of the heart to such a woman! He ought not; he does not »[97].
15. ↑  « Yes, dear ma'am, said Mrs. Croft, an uncertain engagement, an engagement which may be long. To begin without knowing that at such a time there will be the means of marrying, I hold to be very unsafe and unwise, and what I think all parents should prevent as far as they can »[99].
16. ↑  « You pierce my soul. I am half agony, half hope [...] a heart even more your own than when you almost broke it, eight years and a half ago »[102].
17. ↑  « They exchanged again those feelings and those promises which had once before seemed to secure everything, but which had been followed by so many, many years of division and estrangement »[104].
18. ↑  « I must endeavour to subdue my mind to my fortune. I must learn to brook being happier than I deserve »[70].
19. ↑  « How I curse the folly of my own pride. Had I only the good sense to seize my happiness when I had the chance again […] I imagine myself indifferent to her but I was only angry and resentful […] She’s perfection itself. I’ve never loved any but her »[121].